# 水雷戰隊
水雷戰隊（日语：／ Suirai Sentai ?），为旧日本海军的一种驱逐舰中队编制。在日本海军内的框架内，水雷战队以小型高速作战舰艇（驱逐舰、鱼雷艇等）为主力，在夜战等环境中高速接近敌军侧面，并运用鱼雷等大威力武器对敌军舰船发动攻击。

## 概述
日本海军一直很重视“水雷术”的运用。雷击部队一般包括驱逐队（若干艘驱逐舰组成的小队），有的也会辖有鱼雷艇队（若干艘鱼雷艇组成的小队）。
1914年（大正3年），日军在第一次世界大战时首度编成水雷战队。第二次世界大战期间包含练习舰队在内最多包含7支水雷战队，在战争期间因战损而陆续有水雷战队解散。1945年（昭和20年）7月15日，最后一支残存的水雷战队（第十一水雷战队，简称十一水战，其余类推）解散。
日军对水雷战队的要求，是运用自身高航速的特点，在夜战中迅速接近敌方，在近距离实施“雷击”（使用鱼雷这种大威力武器进行攻击）。水雷战队为了提高成功率，需要冒着自身承受重大伤亡的风险，抵近至近距离再行发射。

### 编制形式
日本海军长期以来非常重视驱逐舰队伍的建设。《伦敦海军条约》以来，日军因大型军舰的建造受到限制，更是加紧了对驱逐舰和鱼雷艇的研究和建造。随着新式鱼雷逐渐投入应用，驱逐舰的单舰作战能力大增，日军对如何编制、应用驱逐舰做了一系列的探讨。1930年（昭和5年）伦敦会议期间，军令部计划在一线部队组建4支水雷战队（旗舰4艘、大型驱逐舰64艘）；二线部队组建2支水雷战队（旗舰两艘、中型驱逐舰32艘）。其中每支水雷战队预定辖4支驱逐队，每支驱逐队包括4艘驱逐舰。1936年（昭和11年）改定的“国防所要”内，正式确认了6支水雷战队（包含旗舰6艘、驱逐舰96艘）的目标。
日军内部对于水雷战队的编制问题一直有进行各种探讨，比如有人认为一支水雷战队内分队数量太多，难以指挥，认为每支水雷战队可以分成两支驱逐队，分别交由司令及副司令指挥，每支驱逐队分两小队，每小队各3艘驱逐舰，整支战队共12艘；也有人提议，一支水雷战队分3队，每队6艘驱逐舰，共计18艘。1925年（大正14年）参谋长会议上，鉴于新式驱逐舰排水量已经逼近2000吨，大型化趋势明显，认为有必要进行调整，但又不应破坏原定的主力舰与小型舰艇的比例，结论比较保守：原则上继续以原有的编制方式（4队16艘）为主，同时也可以视情况适当编成4队12艘（每队3艘）的形式。1929年（昭和4年）吹雪级服役时，依然是组建了一支4艘规模的驱逐队；在次年（1930年）日军将两支吹雪级小队与一支睦月级小队（均4艘规模）混合组建了一支水雷战队（12艘）。当时二水战指挥官（装备了新式的吹雪级）认为，一支水雷战队还是4队比3队好；即使只有12艘规模，也是4队比3队好。理由是：美军的驱逐舰中队采用18艘的编制，为了在日间炮击战中不落下风，日军也应保持16艘的规模；而新式的吹雪级比起旧的睦月级，更容易操纵、速度更快，也比睦月级更容易保持编队。故此日军最后还是保留了4-4编制，在1941年（昭和16年）9月开始的战时编制上，一水战、二水战均采用16艘4-4编制，而三水战则因为舰艇数量不足而采取了两驱逐队、每队3艘的形式。

### 水雷战队旗舰
水雷战队的旗舰作为司令座舰，需要能与麾下各驱逐队一同进退的运动能力；拥有一定的炮击能力，为驱逐队开拓道路；同时能由相应的通信设施，指挥各队作战。
明治中期至大正初期，水雷战队主要战力都是些三等驱逐舰和鱼雷艇，故日军通常用旧式军舰充当旗舰（如参加过日俄战争的老舰出雲、阿苏）。随着櫻級二等驱逐舰和海風級一等驱逐舰相继服役，这些老旧舰艇的缺点逐渐暴露出来。1919年（大正8年）3200吨的轻巡洋舰龍田級服役，充当“向导驱逐舰”投入使用，多少缓解了这一状况。从5100吨的北上級开始，日军就一直都是采用轻巡作为水雷战队旗舰了。日军在万吨级巡洋舰服役时，也曾考虑过专门设计阿賀野級作为水雷战队领舰，但因为太平洋战争爆发而搁置了计划。在开战初期，第一、第二舰队下属的水雷战队拥有着最新式的驱逐舰，作为鲜明对比的是其旗舰却都是过时的旧型巡洋舰。

## 第一水雷战队
1914年（大正3年）8月18日成立，归属于第一艦隊旗下。1917年（大正6年）2月7日一度解散，1918年（大正7年）4月25日又重新组建。
1941年（昭和16年）太平洋战争爆发时，一水战在第一舰队带领下参加战争。此时一水战主要任务为护卫主力舰队，故舰艇相对于二水战而言要旧一些。因第一航空艦隊下属的驱逐舰较为旧式，续航力不足，一水战临时抽调部分舰只（包括当时的旗舰阿武隈及第17驱逐队）参加了珍珠港事件。1943年（昭和18年）4月1日，转入负责北方方向的第五艦隊。1944年（昭和19年）11月中旬二水战在奧爾莫克灣戰役中遭到沉重打击，司令部全灭，故一水战在20日改组为二水战，原一水战解散。

### 编制
1941年12月10日，太平洋战争开战时
- 阿武隈
  - 第6驅逐隊：雷、電、響、曉
  - 第17驅逐隊：浦風（日语：浦風 (陽炎型駆逐艦)）、磯風、谷风、滨风
  - 第21驅逐隊：初春、子日（日语：子日 (初春型駆逐艦)）、初霜、若葉（日语：若葉 (初春型駆逐艦)）
  - 第27驅逐隊：有明（日语：有明 (初春型駆逐艦)）、夕暮（日语：夕暮 (初春型駆逐艦)）、白露、時雨

1942年4月10日，印度洋空襲後
- 阿武隈
  - 第6驅逐隊：雷、電、響、暁
  - 第21驅逐隊：初春、子日、初霜、若葉
  - 第24驅逐隊：海風（日语：海風 (白露型駆逐艦)）、山風（日语：山風 (白露型駆逐艦)）、江風、涼風（日语：涼風 (駆逐艦)）
  - 第27驅逐隊：有明、夕暮、白露、時雨

1942年7月14日，中途岛海战後
- 阿武隈
  - 第6驅逐隊：雷、電、響、暁
  - 第21驅逐隊：初春、子日、初霜、若葉

1943年4月1日，瓜岛撤退後
- 阿武隈
  - 第9驅逐隊：朝雲（日语：朝雲 (駆逐艦)）、山雲（日语：山雲 (駆逐艦)）、白雲（日语：白雲 (吹雪型駆逐艦)）、薄雲（日语：薄雲 (吹雪型駆逐艦)）
  - 第21驅逐隊：初春、初霜、若葉

1943年7月29日，基斯卡島撤退时
- 第一水雷战队
  - 第一运输队：阿武隈、夕雲（日语：夕雲 (駆逐艦)）、風雲（日语：風雲 (駆逐艦)）、秋云
  - 第二运输队：木曾、朝雲、薄雲、響
  - 第一警戒隊：島風、五月雨
  - 第二警戒隊：長波（日语：長波 (駆逐艦)）
  - 駆逐艦：若葉、初霜
  - 海防艦：国後（日语：国後 (海防艦)）
  - 補給船：日本丸

其中若葉、初霜、国後、日本丸等到达了幌筵岛，但还没到达基斯卡岛就脱离了编队。
1944年4月1日，战时编制制度改定
- 阿武隈
  - 第7驅逐隊：曙、潮
  - 第18驅逐隊：薄雲、霞（日语：霞 (朝潮型駆逐艦)）、不知火

1944年8月15日，菲律賓海海戰後
- 阿武隈
  - 第7驅逐隊：曙、潮
  - 第18驅逐隊：薄雲、霞、不知火
  - 第21驅逐隊：初春、初霜、若葉

### 历任司令
- 岡田啓介 海军少将：1914年（大正3年）12月1日～
- 土屋光金 海军少将：1915年（大正4年）5月1日～
- 岩村俊武（日语：岩村俊武） 海军少将：1915年（大正4年）12月13日～
- 松村龍雄（日语：松村龍雄） 海军少将：1916年（大正5年）9月1日～
- 田所广海 海军少将：1916年（大正5年）12月1日～1917年（大正6年）2月7日（临时解散）
- 中島資朋 海军少将：1918年（大正7年）4月25日～
- 島内桓太（日语：島内桓太） 海军少将：1919年（大正8年）12月1日～
- 大谷幸四郎（日语：大谷幸四郎） 海军少将：1921年（大正10年）12月1日～
- 長泽直太郎 海军少将：1922年（大正11年）12月1日～
- （暂代）中村良三（日语：中村良三 (海軍軍人)） 海军大佐：1923年（大正12年）11月6日～
- 中村良三 海军少将：1923年（大正12年）12月1日～
- 高橋律人 海军少将：1924年（大正13年）12月1日～
- 八角三郎（日语：八角三郎） 海军少将：1925年（大正14年）12月1日～
- 高橋寿太郎（日语：高橋寿太郎） 海军少将：1926年（大正15年）12月1日～
- 冈田郁男（日语：岡田郁男） 海军少将：1927年（昭和2年）12月1日～
- 市村久雄（日语：市村久雄） 海军少将：1928年（昭和3年）12月10日～
- 後藤章（日语：後藤章） 海军少将：1929年（昭和4年）11月30日～
- 岩村兼言（日语：岩村兼言） 海军少将：1930年（昭和5年）10月14日～
- 有地十五郎（日语：有地十五郎） 海军少将：1931年（昭和6年）12月1日～
- 町田進一郎 海军少将：1933年（昭和8年）11月15日～
- 南雲忠一 海军少将：1935年（昭和10年）11月15日～
- 斋藤二朗 海军少将：1936年（昭和11年）12月1日～
- 吉田庸光 海军少将：1937年（昭和12年）1月26日～
- 栗田健男 海军少将：1938年（昭和13年）11月15日～
- 河瀬四郎（日语：河瀬四郎） 海军少将：1939年（昭和14年）11月25日～
- 大森仙太郎（日语：大森仙太郎） 海军少将：1940年（昭和15年）10月15日～
- 森友一（日语：森友一） 海军少将：1942年（昭和17年）11月5日～
- 木村昌福 海军少将：1943年（昭和18年）6月8日～1944年（昭和19年）11月20日（解散）

## 第二水雷战队
二水战在太平洋战争爆发时归属于第二艦隊。二水战作为前线部队，要求保持足够的续航能力，往往首先装备最新的舰艇。1943年（昭和18年）7月科隆班加拉海战中二水战司令部全灭，二水战与四水战合并，重建二水战；1944年（昭和19年）11月中旬奧爾莫克灣戰役中二水战司令部再次全灭，日军利用原一水战司令部转用为二水战司令部。1945年4月7日坊之岬海戰旗舰矢矧及4艘驱逐舰沉没，元气大伤；4月20日二水战解散。

### 编制
1941年12月10日，太平洋战争开战时
- 神通
  - 第8驅逐隊：朝潮（日语：朝潮 (朝潮型駆逐艦)）、满潮（日语：満潮 (駆逐艦)）、大潮（日语：大潮 (駆逐艦)）、荒潮（日语：荒潮 (駆逐艦)）
  - 第15驅逐隊：黑潮、亲潮、早潮、夏潮
  - 第16驅逐隊：初风、雪風、天津風、時津風
  - 第18驅逐隊：霞（日语：霞 (朝潮型駆逐艦)）、霰（日语：霰 (朝潮型駆逐艦)）、陽炎、不知火

1942年4月10日，印度洋空襲後
- 神通
  - 第15驅逐隊：黑潮、早潮、亲潮
  - 第16驅逐隊：初风、雪風、天津風、時津風
  - 第18驅逐隊：霞、霰、陽炎、不知火

1942年7月14日，中途岛海战後
- 神通
  - 第15驅逐隊：黑潮、早潮、亲潮
  - 第18驅逐隊：霞、霰、陽炎、不知火
  - 第24驅逐隊：海風（日语：海風 (白露型駆逐艦)）、山風（日语：山風 (白露型駆逐艦)）、江風、涼風（日语：涼風 (駆逐艦)）

1943年4月1日，瓜岛撤退後
- 神通
  - 第15驅逐隊：黑潮、早潮、亲潮、陽炎
  - 第24驅逐隊：海風、江風、涼風
  - 第31驱逐队：長波（日语：長波 (駆逐艦)）、卷波（日语：巻波 (駆逐艦)）、大波（日语：大波 (駆逐艦)）、清波（日语：清波 (駆逐艦)）

1943年9月1日，更换旗舰时
- 能代
  - 第24驅逐隊：海風、涼風
  - 第27驅逐隊：有明（日语：有明 (初春型駆逐艦)）、夕暮（日语：夕暮 (初春型駆逐艦)）、白露、時雨
  - 第31驱逐队：長波、卷波、大波、清波

1944年4月1日，战时编制制度改定
- 能代
  - 第27驅逐隊：白露、時雨、五月雨、春雨
  - 第31驅逐隊：長波、沖波（日语：沖波 (駆逐艦)）、岸波（日语：岸波 (駆逐艦)）、朝霜（日语：朝霜 (駆逐艦)）
  - 第32驅逐隊：藤波、早波（日语：早波 (駆逐艦)）、玉波（日语：玉波 (駆逐艦)）、滨波（日语：浜波 (駆逐艦)）
  - 島風

1944年8月15日，菲律賓海海戰後
- 能代
  - 第2驅逐隊：清霜、秋霜（日语：秋霜 (駆逐艦)）、早霜（日语：早霜 (駆逐艦)）
  - 第27驅逐隊：時雨、五月雨
  - 第31驅逐隊：長波、沖波、岸波、朝霜
  - 第32驅逐隊：藤波、玉波、滨波
  - 島風

1945年3月1日，菊水作戰前
- 矢矧
  - 第7驅逐隊：潮、霞、響
  - 第17驅逐隊：磯風、雪风、滨风
  - 第21驅逐隊：初霜、朝霜、時雨
  - 第41驅逐隊：冬月、涼月（日语：涼月 (駆逐艦)）

## 第三水雷战队
太平洋战争爆发时三水战隶属于第一舰队，职责与一水战近似。1943年4月1日，编入负责东南方向（所罗门群岛一带海域）的第八艦隊内。1944年（昭和19年）7月上旬，盟军攻占塞班岛，三水战司令部全灭。联合舰队打算重建三水战，作为反潜部队使用。8月20日，以三水战残存部队为基础，建立了第31战队。

### 编制
1941年12月10日，太平洋战争开战时
- 川内
  - 第11驅逐隊：吹雪、白雪、初雪
  - 第12驅逐隊：叢雲、東雲、白雲（日语：白雲 (吹雪型駆逐艦)）（薄雲（日语：薄雲 (吹雪型駆逐艦)）因维修而离队，1942年7月重返战线，编入第9驱逐队）
  - 第19驅逐隊：磯波（日语：磯波 (吹雪型駆逐艦)）、浦波（日语：浦波 (吹雪型駆逐艦)）、敷波、綾波
  - 第20驅逐隊：天雾、朝霧（日语：朝霧 (吹雪型駆逐艦)）、夕霧（日语：夕霧 (吹雪型駆逐艦)）、狭雾

1942年4月10日，印度洋空襲後
- 川内 
  - 第11驅逐隊：吹雪、白雪、初雪、叢雲
  - 第19驅逐隊：磯波、浦波、敷波、綾波
  - 第20驅逐隊：天雾、朝霧、夕霧、白雲

1943年4月1日，瓜岛撤退後
- 川内
  - 第11驅逐隊：初雪、夕霧、天雾
  - 第22驅逐隊：皐月（日语：皐月 (睦月型駆逐艦)）、水無月（日语：水無月 (睦月型駆逐艦)）、文月（日语：文月 (睦月型駆逐艦)）、長月（日语：長月 (睦月型駆逐艦)）
  - 第30驅逐隊：望月、卯月（日语：卯月 (睦月型駆逐艦)）、三日月（日语：三日月 (睦月型駆逐艦)）

1944年4月1日，战时编制制度改定
- 夕張
  - 第22驅逐隊：皐月、水無月
  - 第30驅逐隊：卯月、夕月（日语：夕月 (駆逐艦)）

1944年8月15日，菲律賓海海戰後
- 名取
  - 第22驅逐隊：皐月、水無月、夕凪
  - 第30驅逐隊：卯月、夕月、秋風（日语：秋風 (駆逐艦)）

### 历任司令
- 岡田啓介 海军少将：1915年（大正4年）4月1日～
- （暂代）吉嶋重太郎 海军大佐：1915年（大正4年）・10月1日～
- 吉嶋重太郎 海军少将：1915年（大正4年）12月13日～
- 荒川仲吾 海军少将：1916年（大正5年）12月1日～
- 田所广海 海军少将：1917年（大正6年）2月7日～
- （暂代）小林研藏 海军大佐：1918年（大正7年）11月10日～
- 小林研藏 海军少将：1919年（大正8年）6月1日～
- 桑島省三 海军少将：1919年（大正8年）12月1日～
- 大谷幸四郎（日语：大谷幸四郎） 海军少将：1920年（大正9年）12月1日～1921年（大正10年）12月1日（临时解散）
- 近藤英次郎（日语：近藤英次郎） 海军少将：1936年（昭和11年）12月1日～1937年（昭和12年）12月1日（临时解散）
- 藤田類太郎 海军少将：1940年（昭和15年）5月1日～
- 橋本信太郎（日语：橋本信太郎） 海军少将：1941年（昭和16年）9月1日～
- 木村昌福 海军少将：1943年（昭和18年）2月14日～（俾斯麦海海战负伤卸任）
- 江户兵太郎 海军少将：1943年（昭和18年）3月6日～
- 秋山輝男 海军少将：1943年（昭和18年）3月23日～（库拉湾海战战死）
- 伊集院松治 海军少将：1943年（昭和18年）7月7日～
- 中川浩 海军少将：1943年（昭和18年）12月5日～1944年（昭和19年）7月8日（塞班岛战役战死）

## 第四水雷战队
一战爆发初期，日军鉴于手中潜艇兵力逐渐增强，着手编制相应的潜艇部队。1915年（大正4年）4月6日，日军以两艘潜水母舰和两支潜水艇队编成第四支水雷战队。这个时代日军还在摸索如何运用潜艇这一新事物，此时日军对潜艇的认识局限于“可以潜水的鱼雷艇”，因此把潜艇部队也编为水雷战队之一。1919年4月1日，日军组建专门的潛水戰隊，四水战解散，原兵力改编为第1潜水战队。
1937年（昭和12年）7月28日，日军再次组建四水战。太平洋战争爆发时四水战隶属于第二舰队，职责类似于二水战。1943年（昭和18年）7月20日，原二、四水战解散，合并编为新的二水战，原四水战司令部成为新编成的二水战司令部。

### 編制
1915年4月6日，第一次组建
- 韓崎（日语：韓崎 (潜水母艦)）、驹桥（日语：駒橋 (潜水母艦)）
  - 第2潜水艇隊：第八潜水艇（日语：波号第一潜水艦）、第九潜水艇（日语：波号第二潜水艦）、第十五潜水艇（日语：波号第十潜水艦）、第十六潜水艇（日语：波号第七潜水艦）、第十七潜水艇（日语：波号第八潜水艦）
  - 第3潜水艇隊：第十潜水艇（日语：波号第三潜水艦）、第十一潜水艇（日语：波号第四潜水艦）、第十二潜水艇（日语：波号第五潜水艦）

1941年12月10日，太平洋战争开战时
- 那珂
  - 第2驅逐隊：村雨、夕立、春雨、五月雨
  - 第4驅逐隊：嵐（日语：嵐 (駆逐艦)）、萩風、野分（日语：野分 (陽炎型駆逐艦)）、舞风
  - 第9驅逐隊：朝雲（日语：朝雲 (駆逐艦)）、山雲（日语：山雲 (駆逐艦)）、夏雲（日语：夏雲 (駆逐艦)）、峯雲（日语：峯雲 (駆逐艦)）
  - 第24驅逐隊：海風（日语：海風 (白露型駆逐艦)）、山風（日语：山風 (白露型駆逐艦)）、江風、涼風（日语：涼風 (駆逐艦)）

1942年4月10日，印度洋空襲後
- 那珂 
  - 第2驅逐隊：村雨、夕立、春雨、五月雨
  - 第4驅逐隊：嵐、萩風、野分、舞风
  - 第8驅逐隊：朝潮（日语：朝潮 (朝潮型駆逐艦)）、荒潮（日语：荒潮 (駆逐艦)）（满潮（日语：満潮 (駆逐艦)）、大潮（日语：大潮 (駆逐艦)）正在修理中，满潮10月归队，大潮12月归队）
  - 第9驅逐隊：朝雲、山雲、夏雲、峯雲

1942年7月14日，中途岛海战後
- 由良
  - 第1驅逐隊：村雨、夕立、春雨、五月雨
  - 第9驅逐隊：朝雲、夏雲、峯雲
  - 第27驅逐隊：有明（日语：有明 (初春型駆逐艦)）、夕暮（日语：夕暮 (初春型駆逐艦)）、白露、時雨

1943年4月1日，瓜岛撤退後
- 长良
  - 第2驅逐隊：春雨、五月雨
  - 第27驅逐隊：有明、夕暮、白露、時雨

### 历任司令
- 岩村俊武（日语：岩村俊武） 海军少将：1915年（大正4年）6月30日～
- 松冈修藏 海军少将：1915年（大正4年）12月13日～
- 冈野富士松 海军少将：1917年（大正6年）4月1日～
- 菅野勇七 海军少将：1917年（大正6年）12月1日～1919年（大正8年）4月1日（改称为第1潜水战队）
- 細萱戊子郎 海军少将：1937年（昭和12年）7月28日～1938年（昭和13年）4月19日～（临时解散）
- 栗田健男 海军少将：1939年（昭和14年）11月15日～
- 西村祥治（日语：西村祥治） 海军少将：1940年（昭和15年）11月1日～
- 高間完 海军少将：1942年（昭和17年）6月20日～1943年（昭和18年）7月20日（解散）

## 第五水雷战队
五水战在太平洋战争爆发时配属于第三艦隊参加南方作战行动。第三舰队完成任务后，改组为南遣艦隊，编入西南方面艦隊。1942年3月10日，五水战解散，原下属的第22驱逐队在4月10日编入新成立的第一海上护卫队，尔后第5驱逐队也投入到西南方向的护航作战中去。

### 編制
1941年12月10日，太平洋战争开战时
- 名取
  - 第5驅逐隊：朝風（日语：朝風 (2代神風型駆逐艦)）、春風（日语：春風 (2代神風型駆逐艦)）、松風（日语：松風 (2代神風型駆逐艦)）、旗風（日语：旗風 (駆逐艦)）
  - 第22驅逐隊：皐月（日语：皐月 (睦月型駆逐艦)）、水無月（日语：水無月 (睦月型駆逐艦)）、文月（日语：文月 (睦月型駆逐艦)）、長月（日语：長月 (睦月型駆逐艦)）

### 歴代司令官
- 原显三郎（日语：原顯三郎） 海军少将：1940年（1940年）11月15日～1942年（1942年）3月10日（解散）

## 第六水雷战队
1940年（昭和15年）11月15日，六水战成立，归入负责内南洋防务的第四艦隊麾下。太平洋战争爆发前，原第二航空战队所属的第23驱逐队编入第四舰队，与六水战共同行动。六水战初次作战是在威克岛战役，是役六水战损失两艘驱逐舰（疾风、如月）。1942年（昭和17年）4月10日，第23驱逐队正式编入六水战。同年7月10日，六水战解散，所部编入第二海上护卫队。之后第30驱逐队在7月14日转入新编的第八艦隊。

### 編制
1941年12月10日，太平洋战争开战时
- 夕張
  - 第29驅逐隊：追風（日语：追風 (2代神風型駆逐艦)）、疾風（日语：疾風 (2代神風型駆逐艦)）、朝凪（日语：朝凪 (駆逐艦)）、夕凪
  - 第30驅逐隊：睦月、如月（日语：如月 (睦月型駆逐艦)）、弥生、望月

1942年4月10日，印度洋空襲後
- 夕張
  - 第23驅逐隊：菊月、夕月（日语：夕月 (駆逐艦)）、卯月（日语：卯月 (睦月型駆逐艦)）
  - 第29驅逐隊：追風、朝凪、夕凪
  - 第30驅逐隊：睦月、弥生、望月

1942年5月25日，第23驱逐队解散后
- 夕張
  - 第29驅逐隊：追風、朝凪、夕凪、夕月[11]
  - 第30驅逐隊：睦月、弥生、望月、卯月[11]

### 歴代司令官
1. 阿部弘毅 海军少将：1940年（昭和15年）11月15日～
2. 梶冈定道（日语：梶岡定道） 海军少将：1941年（昭和16年）7月21日～
3. 武田盛治 海军少将：1942年（昭和17年）7月11日～1942年（昭和17年）7月10日（改编为第二海上护卫队）

## 第十一水雷战队
1943年4月1日，日军组建十一水战作为训练部队。1945年7月15日解散。

### 編制
1943年4月1日，新组建时
- 龍田
  - 第6驅逐隊：雷、電、響
  - 新月（日语：新月 (駆逐艦)）、玉波（日语：玉波 (駆逐艦)）（玉波编入时尚未竣工，4月30日才正式编入）

1944年4月1日，战时编制制度改定
- 龍田
  - 第6驅逐隊：雷、電、響
  - 早霜（日语：早霜 (駆逐艦)）、秋霜（日语：秋霜 (駆逐艦)）、霜月（日语：霜月 (駆逐艦)）

1944年8月15日，菲律賓海海戰後
- 长良
  - 第43驅逐隊：松（日语：松 (松型駆逐艦)）、竹（日语：竹 (松型駆逐艦)）、梅（日语：梅 (松型駆逐艦)）、桃（日语：桃 (松型駆逐艦)）、桑（日语：桑 (松型駆逐艦)）、槇（日语：槇 (松型駆逐艦)）、桐（日语：桐 (松型駆逐艦)）

1945年3月1日，菊水作戰前
- 酒匂
  - 花月（日语：花月 (駆逐艦)）、宵月、樱（日语：桜 (松型駆逐艦)）、楢（日语：楢 (松型駆逐艦)）、椿（日语：椿 (松型駆逐艦)）、欅（日语：欅 (松型駆逐艦)）、柳（日语：柳 (松型駆逐艦)）、橘（日语：橘 (橘型駆逐艦)）、楡（日语：楡 (橘型駆逐艦)）、蔦（日语：蔦 (橘型駆逐艦)）

1945年6月1日，战败前夕
- 酒匂
  - 第53驅逐隊：樱、楢、椿、柳、橘、欅
  - 柿（日语：柿 (橘型駆逐艦)）、菫（日语：菫 (橘型駆逐艦)）、榎（日语：榎 (橘型駆逐艦)）、楠（日语：楠 (橘型駆逐艦)）、雄竹（日语：雄竹 (駆逐艦)）、初樱（日语：初桜 (駆逐艦)）、樺（日语：樺 (橘型駆逐艦)）

### 歴代司令官
- 木村進（日语：木村進 (海軍軍人)） 海军少将：1943年（昭和18年）4月1日～
- 高間完 海军少将：1943年（昭和18年）12月15日～
- 松本毅（日语：松本毅） 海军少将：1945年（昭和20年）7月1日～1945年（昭和20年）7月15日（解散）

## 其他链接
- 驱逐舰中队，各国的驱逐舰编制情况